# Gaurax pallidior
Gaurax pallidior är en tvåvingeart som beskrevs av Becker 1911. Gaurax pallidior ingår i släktet Gaurax och familjen fritflugor. Inga underarter finns listade i Catalogue of Life.